# 変数 (数学)
数学、特に解析学において変数（へんすう、英: variable）は、未知あるいは不定の数・対象を表す文字記号のことである。代数学の文脈では不定元（ふていげん、英: indeterminate）の意味で変数と言うことがしばしばある。方程式において、特別な値をとることがあらかじめ期待されている場合、未知数（みちすう、英: unknown）とも呼ばれる。また、記号論理学などでは（変数の表す対象が「数」に限らないという意味合いを込めて）変項（へんこう）とも言う。

## 概要
通常は定数に対する言葉であると解され、値が変化するものであるとみなされる。正確に述べれば、変数には、それが現れる文脈ごとに必ず、その変数の変域あるいは定義域などと呼ばれる、変数が値としてとりうるもの（その変数への代入が許されるもの）の範囲を示す集合が決まっているということである。
変数は（特に代数的な意味において）、それ自身ではいかなる関係式も満足することはないことに注意されたい。ただし、1つまたは複数の変数を含む関係式を与え、その関係式を満たすような代入について考察することはしばしば行われることである。たとえば、一次関係式を満足する平面上の点の集合として直線を考察することができる。
また、変域の中から代表として "無作為に1つ" 選び出した数、すなわち変域内の 「任意の値（任意定数）」 として変数を捉えることも可能である。このような視点に立てば、変数と定数の違いは曖昧である。通常は、変数を含む関係式を、このような任意定数の間の関係式とみなして差し支えないし、しばしばそのように解釈され、混同して議論をすすめることがある。「直線 y = ax + b 上の点を (x, y) と表す」などの言明は、このような解釈のもとで変数記号と任意の値の代入とが意識して混用される例となっている。
数列などの添字（英: index）は媒介変数（英: parameter）と呼ばれる変数の仲間である。これらは主たる変数ではないという意味で助変数と呼ばれることもあるが、本質的な違いは無い。

## 記法
変数を表す記号としてはラテン文字の小文字 x, y, z やギリシャ文字の小文字 ξ, η, ζ などがよく用いられる。これはデカルトの記法に倣ったものである。添字には index の頭文字 i から始まって j, k, l などがよく用いられる。自然数や整数の添字であれば m, n などがしばしば用いられる（これは number あるいは natural number の頭文字に由来すると考えられる）。媒介変数としては r, s, t, u など主変数の周辺の文字がよく使われる。
大抵の場合、x は第1変数、y は第2変数、z は第3変数として扱われ、空間内の点集合を扱うような場合ならば変数は3つでほとんど用が足りるが、変数の数が4つのときは w を加えて、(w, x, y, z) とする場合と、(x, y, z, w) に分かれる。前者はアルファベットの順番に並べただけであり、後者は x を第1変数として、w は4番目の変数として付け加えたということが強調される書き方である。例えば物理学に於いては解析力学、電磁気学や相対性理論などの分野で三次元空間の座標 (x, y, z) に、時間の t （相対論の場合は次元を揃えるために光速度 c が掛けられることが多い。理論の関係上さらに虚数単位 i を掛けることもある。）が加えられることになるが、この場合も t （或いは ct, ict）と (x, y, z) のどちらを前に置くかということがあるがこれは完全に趣味の問題である。添字記法を使用して x1, x2, x3, x4 とすることや、多重添字記法によりまとめて (xμ) と書くこともあるが、この場合、x = x1, y = x2, z = x3 とするために、時間座標を前に置くか後ろに置くかによって添字を ct = x0 とする場合と ct = x4 とする場合に分かれる。
一般に（無限個の場合をも含む）任意個数の変数を扱う場合には、用意する記号の都合上、添字記法に従う方が支配的である。